# Junkers Ju 46
O Junkers Ju 46 foi um avião de correio produzido na Alemanha pela Junkers. Um hidroavião, foi uma versão melhorada do W 34. Usados pela Lufthansa na década anterior à Segunda Guerra Mundial, vieram substituir o He 58 que, juntamente com o He 12, tinham sido pioneiros nos voos transatlânticos de entrega de correio.